# Zavrh (Nikšić)
Pour les articles homonymes, voir Zavrh.
Zavrh (en serbe cyrillique: Заврх) est un village de l'ouest du Monténégro, dans la municipalité de Nikšić.

## Démographie

### Évolution historique de la population[1]
| 1948 | 1953 | 1961 | 1971 | 1981 | 1991 | 2003 |
| ---- | ---- | ---- | ---- | ---- | ---- | ---- |
| 122  | 87   | 75   | 145  | 142  | 117  | 105  |